# 下高野山村
下高野山村（しもたかのやまむら）は、広島県比婆郡にあった村。現在の庄原市の一部にあたる。

## 地理
江の川支流・神野瀬川の流域で、中国山地で島根県と接する地に位置していた。

## 歴史
- 1889年（明治22年）4月1日、町村制施行により高野山村が発足[3][4]。旧村名を継承した新市、上湯川、下湯川、和南原、南、奥門田、中門田、下門田、岡大内、高暮、上里原の11大字を編成[3]。
- 1898年（明治31年）10月1日、郡の統合により比婆郡に所属[3][4]。
- 1902年（明治35年）6月20日、区域が広大で交通不便との理由で高野山村を二分割し、大字奥門田・中門田・下門田・岡大内・高暮・上里原は下高野山村を、大字新市・上湯川・下湯川・和南原・南は上高野山村をそれぞれ新設して廃止された[3][4]。下高野山村の役場を大字下門田に設置[2]。
- 1912年（明治45年）役場を大字中門田に移転[2]。
- 1949年（昭和24年）高暮ダム完成[2]。
- 1955年（昭和30年）1月1日、比婆郡上高野山村と合併し、町制施行して高野町を新設して廃止された[1][2]。

### 地名の由来
中世には多賀村と称し、山内氏庶流が多賀山内氏・多賀山氏を名乗り、それが地名に転訛したもの。

## 産業
- 農業、林業、養蚕、製炭[2]

## 交通

### 県道
- 里道竹地谷線（広島県道39号三次高野線）[2]
- 里道新市大月線（広島県道186号新市三次線）[2]

### 乗合バス
- 1922年（大正13年）三次～新市間運行、1929年（昭和4年）廃止[2]。